# Дэдэ-Тала
Дэ́дэ-Тала́ (бур. Дээдэ Тала — «верхняя степь») — улус в Заиграевском районе Бурятии. Входит в сельское поселение «Горхонское».

## География
Расположен на правом берегу реки Ара-Кижа (левый приток Ильки), в 1,5 км к западу от региональной автодороги 03К-013 Новоильинск — Кижа — граница с Забайкальским краем, в 3,5 км к северо-востоку от центра сельского поселения, посёлка Горхон, непосредственно примыкая с севера к посёлку Лесозаводскому.

## Население
| 2002 | 2010 |
| ---- | ---- |
| 106  | ↘75  |